# Creaton
Creaton – wieś w Anglii, w hrabstwie Northamptonshire, w dystrykcie (unitary authority) West Northamptonshire. Leży 13 km na północ od miasta Northampton i 109 km na północny zachód od Londynu. W 2001 miejscowość liczyła 488 mieszkańców.